# 巴特列沃區

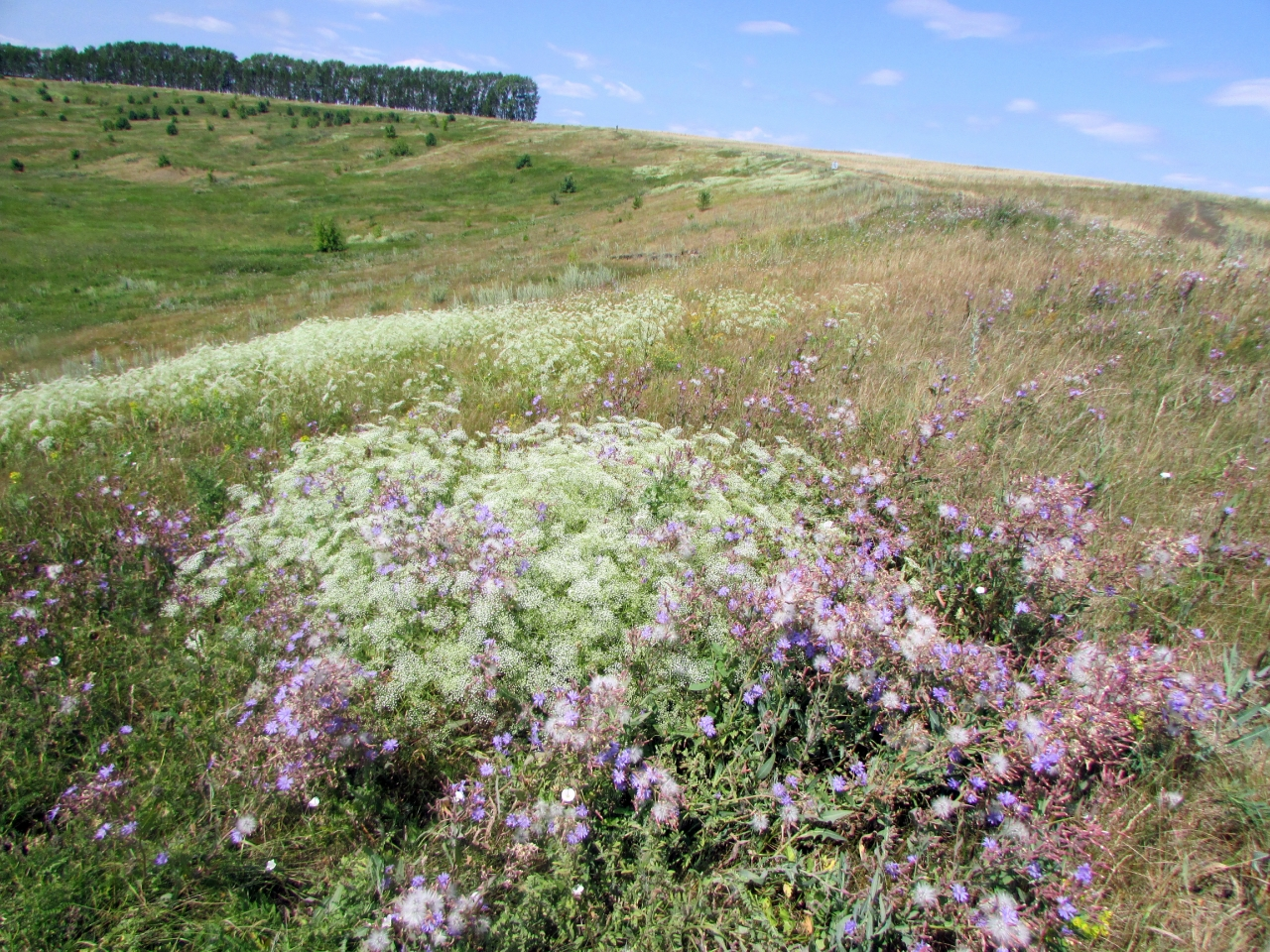

55°02′31″N 46°52′12″E / 55.042°N 46.870°E
巴特列沃區（俄语：Батыревский район），是俄羅斯的一個區，位於該國西部，由楚瓦什共和國負責管轄，始建於1927年9月5日，面積944平方公里，2010年人口38,620，人口密度每平方公里40.91人。